# Sun Yufei
Sun Yufei (chiń. 孙羽飞; ur. 18 kwietnia 1984) – chińska lekkoatletka specjalizująca się w skoku o tyczce.

## Osiągnięcia
- złoty medal mistrzostw Azji juniorów (Bandar Seri Begawan 2001)[1]

## Rekordy życiowe
- skok o tyczce – 4,11 (2001)
- skok o tyczce (hala) – 3,50 (2001)